# Дымковская 2-я
Дымковская 2-я — деревня в Вельском районе Архангельской области. Входит в состав муниципального образования «Хозьминское».

## География
Деревня расположена в 54 километрах на северо-запад от города Вельск на левом берегу реки Елюга, притока реки Вель. Ближайшие населённые пункты: на востоке деревня Бурцевская и Смольянская.
Часовой пояс
Дымковская 2-я, как и вся Архангельская область, находится в часовой зоне МСК (московское время). Смещение применяемого времени относительно UTC составляет +3:00.

## Население
| 2002 | 2010 | 2012 | 2014 |
| ---- | ---- | ---- | ---- |
| 22   | ↘15  | ↘11  | →11  |

## История
Указана в «Списке населённых мест по сведениям 1859 года» в составе Вельского уезда Вологодской губернии под номером «2238» как «Дымковская (Тонково)». Насчитывала 13 дворов, 41 жителя мужского пола и 47 женского.
В материалах оценочно-статистического исследования земель Вельского уезда упомянуто, что в 1900 году в административном отношении деревня входила в состав Смольянского сельского общества Есютинской волости. На момент переписи в селении Дымковское, (Тонково) находилось 22 хозяйства, в которых проживало 61 житель мужского пола и 67 женского.